# Werner Thieling
Werner Thieling (* vor 1670; † 1735) war ein preußischer Hofrat und war von 1709 bis 1733 einer der Bürgermeister von Berlin.

## Leben
Werner Thieling war spätestens seit 1704 Rentmeister der Städtekasse und Oberziesemeister, womit er der höchste Steuerbeamte der Stadt Berlin war.
Im April 1709 erhielt Thieling die Bürgermeisterstelle des verstorbenen Sebastian Friedrich Striepe und außerdem den Titel eines Ökonomiedirektors. Thieling war unter den Bürgermeistern also für die Kämmereiangelegenheiten zuständig. Außerdem vertrat er die Stadt Berlin bei der Landschaft und als Verordneter der Mittel-, Uckermärkischen und Ruppiner Städtekasse und war Kommissar der Armendirektion.
1721 erteilte er im Berliner Kämmereidorf Woltersdorf die erste Baugenehmigung am Kalksee. Dort entstand in den nächsten Jahrzehnten der Woltersdorfer Kietz. Thielings Enkelin heiratete 1768 den Eigentümer Christian Ring im Kietz.

## Verweise
1. 1 2  Oliver Mehlitz: Häuschen am Kalksee. In: Woltersdorfer Verschönerungsverein Kranichsberg e.V. (Hrsg.): Woltersdorfer Hefte. Nr. 13, 2022.
2. ↑  Hans-Joachim, Fieber: An der Spitze Berlins. Berlin 1995.

| Personendaten    | Personendaten            |
| ---------------- | ------------------------ |
| NAME             | Thieling, Werner         |
| KURZBESCHREIBUNG | Bürgermeister von Berlin |
| GEBURTSDATUM     | vor 1670                 |
| STERBEDATUM      | 1735                     |